# Orgyia aneliopa
Orgyia aneliopa är en fjärilsart som beskrevs av Oswald Beltram Lower 1915. Orgyia aneliopa ingår i släktet fjädertofsspinnare, och familjen tofsspinnare. Inga underarter finns listade i Catalogue of Life.